# Johan Neve
Johan Neve (ca. 1648 – 23. december 1718) var en dansk kollegiedeputeret, far til Peter Neve.
Han fødtes ved år 1648 og var søn af borgmester Røtger Neve i Rendsburg (senere i Plön). Moderen, Cecilia Jønsen, var en skipperdatter fra Rendsburg. Skønt faderen foruden borgmesterskabet og postmesterembedet havde privilegium på et ret indbringende krohold, var de økonomiske forhold i hjemmet ikke synderlig gode. Den unge Neve voksede op som den ældste af 14 søskende og begyndte sin løbebane som lakaj hos Griffenfeld, forblev i denne stilling indtil kanslerens fald og nævnes som delagtig i dennes forsøg på pengeafpresning. Kort efter blev han skriver hos den danske ambassadør Just Høg, med hvem han i juni 1676 fulgte til kongressen i Nimwegen. 
Derpå tjente Neve som privatsekretær hos rentemester Henrik von Stöcken indtil dennes død i juni 1681. Samme år udnævntes han til renteskriver, havde 1683 overtaget opgørelsen af regnskabet mellem staten og dens sendebud hos fremmede magter og blev o. 1685 chef for tyske assignationskontor. 1694 blev han bogholder ved det Norske Nationalregiment til Hest og udnævntes 1699 til tysk sekretær og assessor i Rentekammeret; året efter blev han kommitteret, 1701 kammersekretær ved de tyske og norske forretninger med titel af kammerråd, 1707 blev han justitsråd, 1709 etatsråd. 1712 udnævntes han til deputeret i Generalkommissariatet og 1716 til deputeret for finanserne. I årene 1709-11 var Neve endelig virksom som diplomat ved det gottorpske hof, hvor han skulle arbejde på en tilnærmelse til hertugen fra dansk side. Han forhandlede med Georg Heinrich von Görtz om frakturstriden og afsluttede 30. april 1712 med gehejmeråd Thomas Balthazar von Jessen den såkaldte Rendsburger-fortolkningsreces. Neve døde 23. december 1718.
Han var tre gange gift: 1. gang med Dorothea Hedevig Wilhelm, med hvem han havde sønnen Peter Neve, 2. gang med Anna Holm og 3. gang med Magdalene, datter af Niels Nielsen Berg og enke efter Niels Madsen Norup, med hvem hun havde datteren Maren Norup, der ægtede nys nævnte Peter Neve. 